# Gällivare
För andra betydelser, se Gällivare (olika betydelser).
Gällivare (nordsamiska: Jiellevárri eller Váhčir; lulesamiska: Jiellevárre eller Váhtjer; meänkieli: Jellivaara; finska: Jällivaara) är en tätort i Lappland och centralort i Gällivare kommun i Norrbottens län. Orten är en järnvägsknut mellan Malmbanan och Inlandsbanan, vilken har sin nordliga ändpunkt i Gällivare. Idag är samhällena Gällivare och Malmberget praktiskt taget hopbyggda och det är cirka fem kilometer mellan orternas centrala delar.

## Etymologi
Ortnamnet, stavat Gillevara, nämns för första gången i ett tillägg till Johannes Schefferus verk Lappland som utgavs 1673. Det uppgavs då vara namnet på ett berg med en rik järnmalmsförekomst. Namnet anses komma från det samiska Jiellovárre, "Sprickberget", och syftar antagligen på Malmberget. Sprickan skulle då vara den tvärdal som finns mellan Välkommaberget och Kungsryggen.
Idag kallas tätorten på samiska för Váhtjer eller Váhčir, vilket var namnet på den same som 1597–1604 var innehavare av lappskattelandet kring Dundret.

## Historia
Gällivares historia som ort går tillbaka till 1690-talet, då järnmalm hittades i berget Illuvare, som kom att kallas för Gällivare malmberg. Fyndigheten var belägen i nuvarande Malmberget, där provbrytning inleddes 1735. Befolkningen i området bestod då i stort sett enbart av samer hörande till Kaitums lappby. Dessa hade sedan 1605 sin kyrkplats i Jokkmokk, men i början av 1700-talet nåddes Sveriges riksdag av ryktet att de ännu inte hade blivit riktigt kristnade. År 1738 beslöt därför riksdagen att en ny kyrka skulle inrättas närmare Kaitumsamerna till vilken varje matlag i Sverige skulle bidra med ett öre silvermynt. År 1742 reste missionärerna Pehr Högström och Petrus Holmbom runt i Kaitumbyn och bestämde tillsammans med samerna att påsken skulle firas i närheten av Gällivare malmberg. Där placerades också den kyrka som två år senare byggdes för de insamlade ettöringarna, Ettöreskyrkan (Gällivare gamla kyrka).
I anslutning till kyrkan utvecklades sedan Gällivare som ort i takt med att den kommersiella utvinningen av malmen i Malmberget tog fart från och med 1740-talet. Det stora uppsvinget kom i och med Malmbanans anläggande i slutet av 1800-talet, vilket kraftigt underlättade malmtransporterna. År 1910 tillkom också ett sjukhus i Gällivare.

### Administrativ historik
Gällivare är sedan 1744 kyrkby i Gällivare socken och ingick efter kommunreformen 1862 i Gällivare landskommun. I denna inrättades för orten 3 juni 1893 Gällivare municipalsamhälle, före 7 september 1951 benämnd Gällivare kyrkostads municipalsamhälle. Municipalsamhället upplöstes 31 december 1955.

### Befolkningsutveckling
| Befolkningsutvecklingen i Gällivare 1900–2020 | Befolkningsutvecklingen i Gällivare 1900–2020 | Befolkningsutvecklingen i Gällivare 1900–2020 | Befolkningsutvecklingen i Gällivare 1900–2020 | Befolkningsutvecklingen i Gällivare 1900–2020 |
| --- | --------------------------------------------- | --------------------------------------------- | --------------------------------------------- | --------------------------------------------- |
| |                                               |                                               |                                               |                                               |
| År |                                               |                                               | Folkmängd                                     | Areal (ha)                                    |
| 1900 | 1900                                          |                                               | 1 981                                         | †                                             |
| 1960 | 1960                                          |                                               | 6 325                                         | 413                                           |
| 1965 | 1965                                          |                                               | 6 834                                         | 455                                           |
| 1970 | 1970                                          |                                               | 7 773                                         |                                               |
| 1975 | 1975                                          |                                               | 8 669                                         |                                               |
| 1980 | 1980                                          |                                               | 8 131                                         |                                               |
| 1990 | 1990                                          |                                               | 8 470                                         | 729                                           |
| 1995 | 1995                                          |                                               | 9 179                                         | 741                                           |
| 2000 | 2000                                          |                                               | 8 454                                         | 745                                           |
| 2005 | 2005                                          |                                               | 8 480                                         | 748                                           |
| 2010 | 2010                                          |                                               | 8 449                                         | 748                                           |
| 2015 | 2015                                          |                                               | 10 362                                        | 863                                           |
| 2020 | 2020                                          |                                               | 10 929                                        | 901                                           |
| Anm.: 2015 kom en del av södra delen av tätorten Malmberget att räknas till denna tätort och 2023 tätorten Repisvaara samt småorterna Repisvaara södra och Vuokosjärvi † Befolkning runt ett municipalsamhälle 1900. |                                               |                                               |                                               |                                               |

## Gällivares bostadsområden
- Andra Sidan
- Apelqvistheden
- Björkmansheden
- Fjällnäs
- Folkets park
- Forsheden
- Forsvallen
- Granbacka
- Heden
- Hägern
- Karhakka
- Nunisvaara
- Nuolajärvi
- Malmheden
- Mariaområdet (Muddus)
- Myråsen
- Repisvaara
- Silfwerbrandshöjden
- Tallbacka (Malmberget)
- Vuoskojärvi
- Vouskon (Blockis)

## Kommunikationer
Gällivare har järnvägsförbindelser via Malmbanan och Inlandsbanan.
Gällivare flygplats ligger drygt 7,5 km öster om samhällets centrum efter väg E45, med flera dagliga förbindelser med Stockholm-Arlanda.

## Näringsverksamhet
Dominerande industri är service- och tjänsteföretag med anknytning till gruvnäringen. I Gällivares närhet finns LKAB:s underjordsgruva som ligger i Malmberget/Koskullskulle, 5 kilometer norr om Gällivare, samt Bolidens Aitikgruva, belägen 10 kilometer söder om samhället längs E10. Gruvbrytningen sker numera huvudsakligen under tätorten Malmberget, vilket lett till den stora samhällsomvandling som sker av Gällivare kommun. 
I Gällivare ligger Gällivare tingsrätt.
Gällivare sjukhus är ett av fem sjukhus i Norrbotten. Sjukhuset är ett förstärkt länsdelssjukhus för Malmfälten. I upptagningsområdet ingår fyra kommuner: Gällivare, Kiruna, Jokkmokk och Pajala. Sjukhuset har 100 vårdplatser och cirka 700 anställda.

### Bankväsende
Gellivare sockens sparbank var aktiv 1889–1904, men upphörde därefter. Senare hade Malmbergets sparbank kontor i Gällivare. Den uppgick 1964 i Luleå sparbank som senare blev en del av Föreningssparbanken. År 2002 köptes Föreningssparbankens kontor i Gällivare kommun av Sparbanken Nord.
Westerbottens enskilda bank öppnade ett kontor i Gällivare år 1897. Denna bank uppgick senare i Norrlandsbanken som senare blev en del av Svenska Handelsbanken. Senare tillkom ett kontor för Skandinaviska banken. I februari 1996 etablerade sig Nordbanken i Gällivare.
Handelsbanken och Sparbanken Nord har bankkontor i Gällivare. SEB lade ner kontoret i Gällivare den 31 mars 2017 och den 10 januari 2018 stängde även Nordea.

## Utbildning
2008 öppnade det riksrekryterande European Energy School, Energigymnasiet, i Gällivare. 2014 lades det ned.
År 2023 fanns det nio kommunala grundskolor, inklusive grundsärskola, en fristående grundskola (Malmens friskola) och en sameskola. Lapplands kommunalförbund bedriver Lapplands gymnasium och Lapplands Lärcentra (vuxenutbildning) i Kunskapshuset i centrala Gällivare.   

## Kultur och museum
Gällivare museum är ett kulturhistoriskt museum som bland annat har litteratur från 1600-tal fram till idag och ett magasin med föremål från 1800- och 1900-tal. Museets drivs av Gällivare kommun som är huvudman för museet och samarbetar med Gellivare sockens hembygdsförening, som äger samlingarna. Museet förvaltar gruvarbetarnas konstsamling, vilken består av de cirka 120 konstverk som skänktes till gruvarbetarna under gruvstrejken 1969. På museet finns även kyrkoherden Johan Curtelius konstsamling, Adolf Henriksons konstsamling och kommunens egen konstsamling. Sedan 1985 ligger museet på andra och tredje våningen i Gamla Centralskolan. 
Under uppförande är Multiaktivitetshuset med bland annat nytt centralbibliotek och teaterlokaler.
Gällivare hembygdsområde är ett friluftsmuseum, som ägs och drivs av Gellivare sockens hembygdsförening. Föreningen äger också arrendehemmanet Abborrträsk från 1700-talet sydväst om Gällivare.

### Gällivare Folkets hus
Ett Folkets hus i Gällivare har funnits sedan 1907, och är fortfarande aktiva (2025).  Strax utanför samhället låg tidigare Folkets Park; den revs i slutet av 1960-talet och området bebyggdes med villor. Området kallas fortfarande Folkets Park.

## Evenemang
Gällivare är en central ort för västlaestadianismen. Här ordnas årligen "Gällivare julsamlingar" som samlar deltagare från Sverige, Norge, Finland, USA, Kanada och andra länder. Talen tolkas till finska och simultant även till engelska. 

## Sport
Strax sydsydväst om tätorten ligger lågfjället Dundret med tillhörande skidanläggning. Där finns en skidanläggning med tretton nedfarter av varierande svårighetsgrad och världscuptävlingar har hållits där i såväl längd- som utförsåkning.

## Bildgalleri

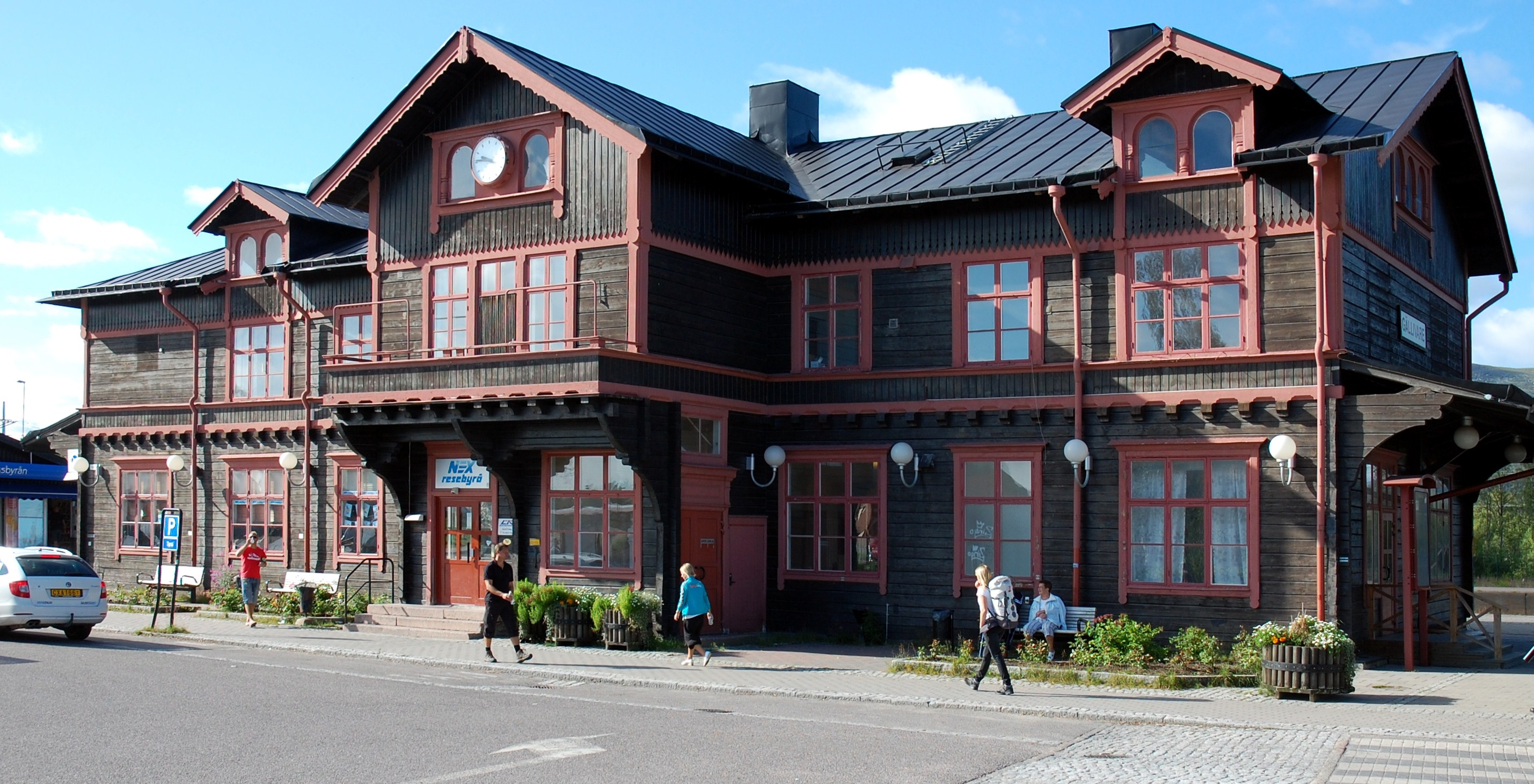
Gällivare järnvägsstation är den norra slutstationen för Inlandsbanan.
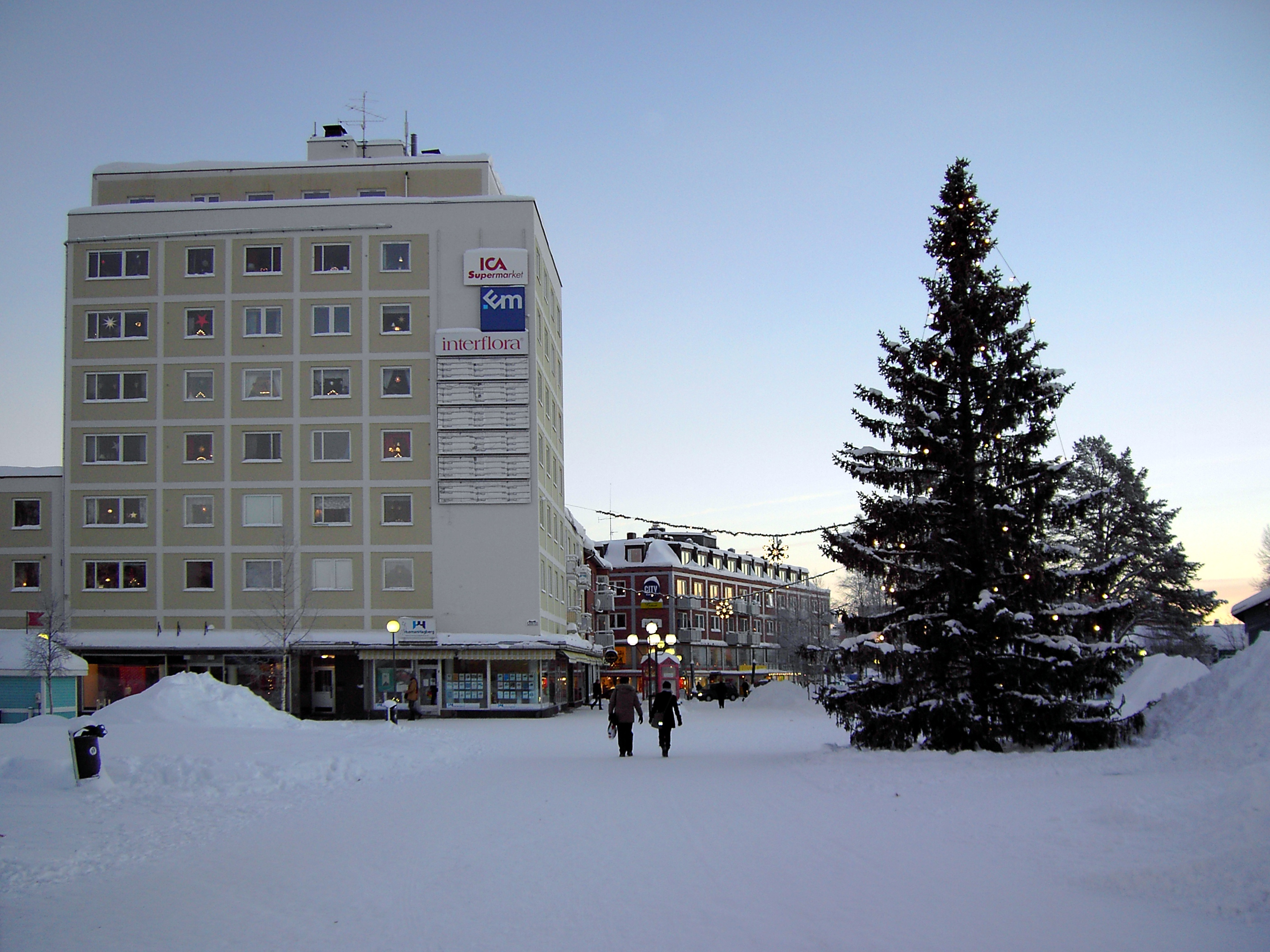
Gällivare centrum, december 2005.
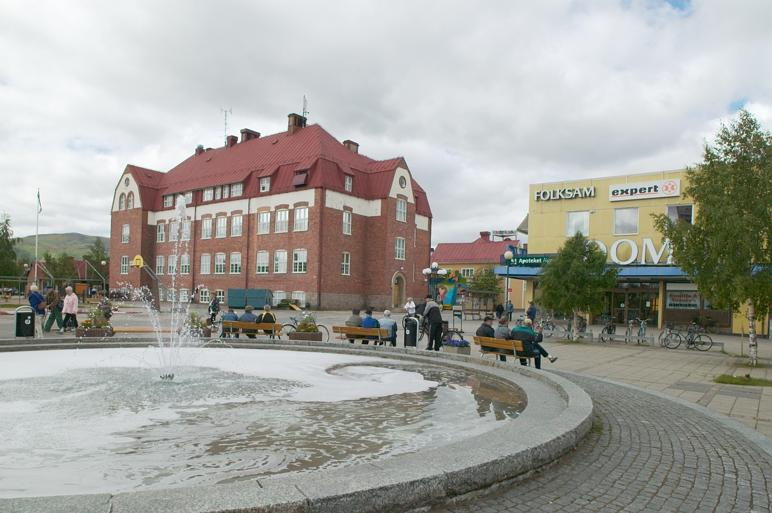
Vassaratorget och Gamla Centralskolan, juni 2006.
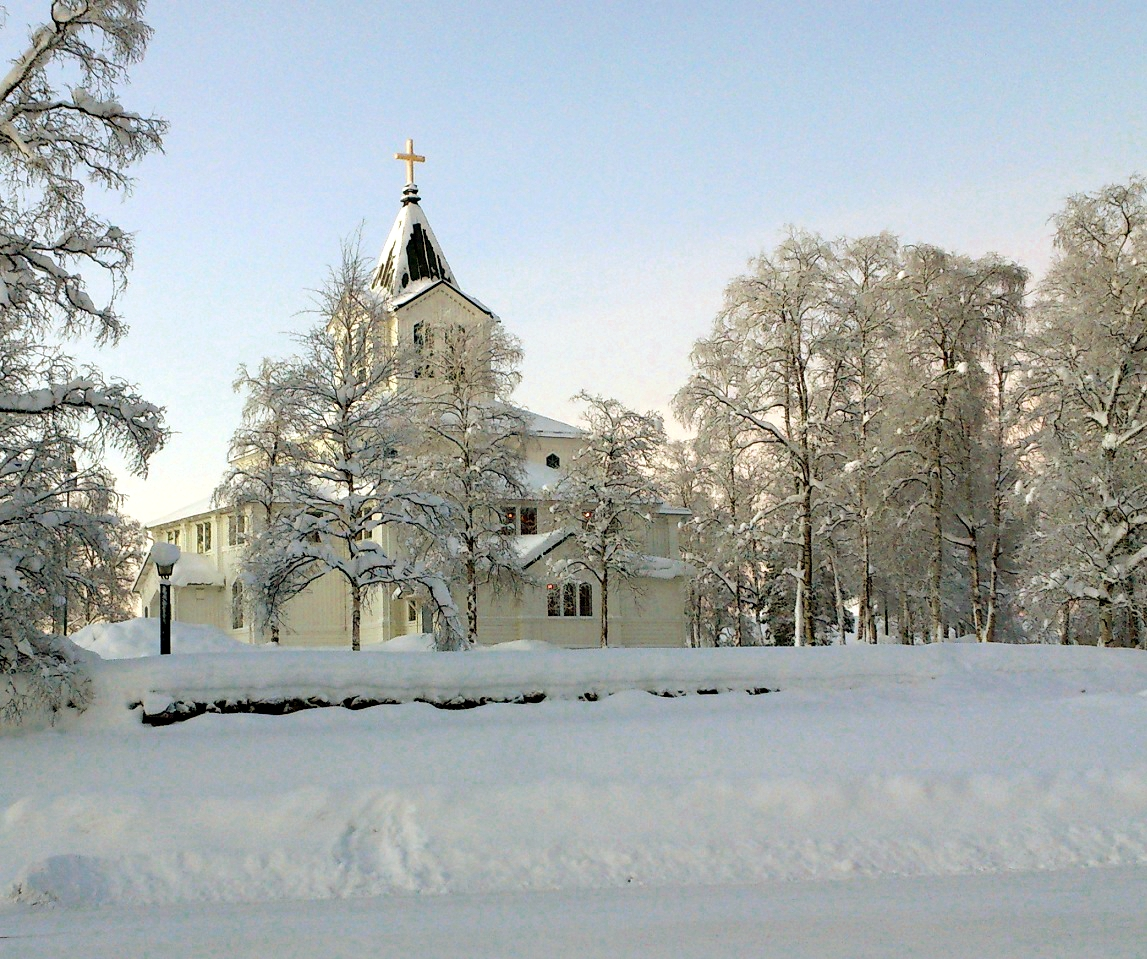
Gällivare kyrka, december 2012.
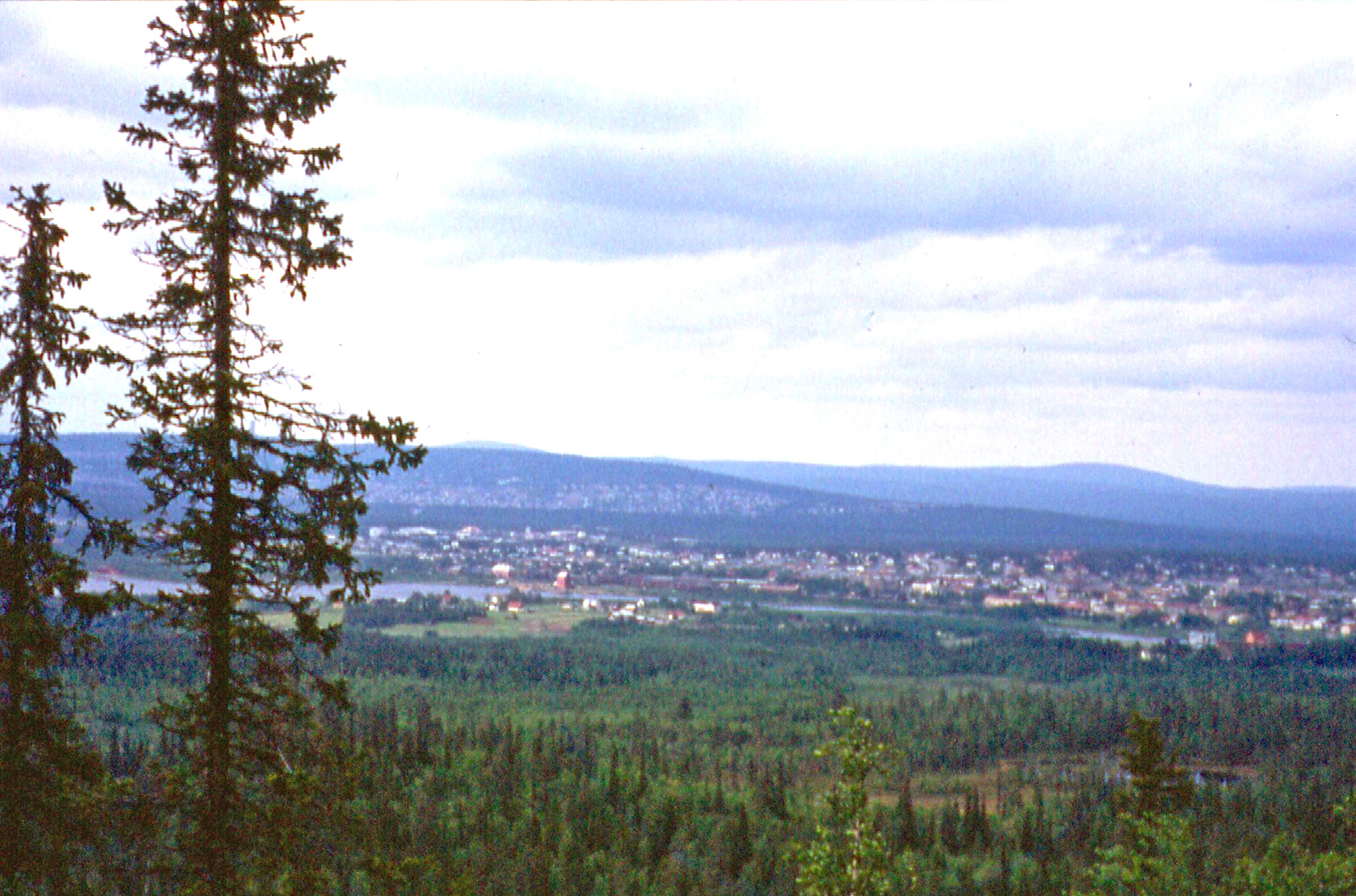
Gällivare och sjön Vassaraträsket, juni 1972. I bakgrunden Malmberget.